# Grèce aux Jeux olympiques d'été de 1984
L'équipe olympique grecque participe aux Jeux olympiques d'été de 1984 à Los Angeles. Elle y remporte deux médailles : une en argent et une en bronze, se situant à la trentième place des nations au tableau des médailles. Le lutteur Stélios Miyiákis est le porte-drapeau d'une délégation grecque comptant 63 sportifs (59 hommes et 4 femmes).